# Афро-кубинский джаз
«Афро-кубинский джаз» — стилевое направление в джазе, развившееся в середине XX века.
Афро-кубинский джаз соединяет признаки джазовой музыки (свинга, бибопа) с кубинской народной музыкой, что и определило появление термина.
Предполагается, что возникновение афро-кубинского джаза обусловлено не столько и не только художественными потребностями джазовой музыки, сколько социально-историческими условиями сразу по окончании Второй мировой войны.
В это время в США прибыла «волна» кубинских музыкантов, среди которых было немало исполнителей на ударных инструментах (Чано Посо, Мачито, Карлос «Патато» Вальдес и другие). Они не являлись конкурентами традиционным джазовым барабанщикам — представителям так называемой «джазовой кухни», то есть установки (состоящей из большого и малого барабанов + альт и бас-томы, большой тарелки и хай-хэт) поскольку играли преимущественно на бонго, конгах, мара́касах, реко-реко и тимбалесе. Как следствие, игру первых обозначают английским словом — drums, а вторых — percussion. Традиционные ударники работали чаще с помощью палочек различных видов, а перкуссионисты, обычно непосредственно руками (ладонями, пальцами). Таким образом, в джазовом биг-бэнде произошло совмещение drums и percussion, приведшее к заметному расширению ритм-группы, что обновило и обогатило ритмическую основу джазовой музыки.
Первыми композициями афро-кубинского джаза стали: «Cubana Be, Cubana Bop» Диззи Гилеспи и Джорджа Рассела и «Manteca» Диззи Гилеспи, Чано Позо.
Афро-кубинский джаз оказал значительное влияние на развитие латиноамериканского джаза.